# Elizabeth Chai Vasarhelyi
Elizabeth Chai Vasarhelyi es una directora estadounidense de películas documentales. Dirigió junto con su esposo Jimmy Chin el documental Free Solo, que ganó en 2019 el premio Óscar a Mejor Documental.

## Biografía y carrera
Elizabeth Chai Vasarhelyi es hija de Marina y Miklós Vasarhelyi. Su madre, originaria de Hong Kong y su padre, proveniente de Hungría, emigraron a Estados Unidos en los años 70 y se conocieron en California, aunque ella creció en Manhattan, Nueva York. Vasarhelyi estudió literatura comparada en Princeton.
Su primer documental, A Normal Life, que trata sobre 7 jóvenes en Kosovo tratando de triunfar a pesar del conflicto en Bosnia, ganó el premio al mejor documental en el Festival de Cine de Tribeca en 2003. El director Mike Nichols se interesó en su trabajo y la contrató como asistente para la película Closer.
Sus siguientes trabajos se enfocaron en Senegal, donde grabó los documentales Yossou NDour: I Bring What I Love (2008), Touba (2013), e Incorruptible (2015).
Vasarhelyi dirigió posteriormente dos documentales sobre el mundo del alpinismo junto con su esposo Jimmy Chin: Meru, que ganó el Premio de la Audiencia en el festival de Sundance, y Free Solo, que ganó numerosos premios, incluyendo el Oscar a Mejor Documental en 2019.
Su más reciente trabajo es el documental The Rescue, que trata sobre el rescate del equipo de futbol tailandés que quedó atrapado en la cueva de Tham Luang.

## Vida personal
Vasarhelyi está casada desde 2013 con Jimmy Chin, quien es fotógrafo de National Geographic, escalador y esquiador profesional, además de codirector de varias de las películas de Vasarhelyi. Tienen dos hijos, Marina y James, y dividen su tiempo entre Nueva York y Jackson Hole, Wyoming.

## Filmografía completa

### Cine
- 2003: A Normal Life
- 2008: Youssou N'Dour: I Bring What I Love
- 2013: Touba
- 2015: Incorruptible
- 2015: Meru
- 2018: Free Solo
- 2021: The Rescue
- 2022: Return to Space
- 2023: Nyad

### Televisión
- 2017: Abstract: The Art of Design, episodio Ralph Gilles: Diseño automotriz
- 2019:  Abstract: The Art of Design, episodio Cas Holman: Diseño para jugar
- 2018: Enhanced, episodio Habilidad (Skill)
- 2018: Enhanced, episodio Poder (Power)

## Premios y nominaciones
Premios Óscar
| Año  | Categoría              | Película  | Resultado |
| ---- | ---------------------- | --------- | --------- |
| 2019 | Mejor documental largo | Free Solo | Ganadora  |

| Película      | Año  | Premio / Festival                 | Categoría                                         | Resultado | Ref.   |
| ------------- | ---- | --------------------------------- | ------------------------------------------------- | --------- | ------ |
| The Rescue    | 2022 | Directors Guild of America Awards | Dirección de un documental                        | Nominada  | [ 5 ]  |
| The Rescue    | 2022 | Premios BAFTA                     | Mejor Documental                                  | Nominada  | [ 6 ]  |
| Free Solo     | 2019 | Premios BAFTA                     | Mejor Documental                                  | Ganó      | [ 7 ]  |
| Free Solo     | 2019 | Premios Emmy                      | Dirección de un Documental                        | Ganó      | [ 8 ]  |
| Free Solo     | 2019 | Directors Guild of America Awards | Dirección de un Documental                        | Nominada  | [ 9 ]  |
| Meru          | 2015 | Festival de Cine de Sundance      | Premio de la Audiencia                            | Ganó      | [ 10 ] |
| Meru          | 2015 | Directors Guild of America Awards | Dirección de un Documental                        | Nominada  | [ 9 ]  |
| Incorruptible | 2016 | Independent Spirit Awards         | Truer than Fiction                                | Ganó      | [ 11 ] |
| Touba         | 2013 | SXSW                              | Premio Especial del Jurado a Mejor Cinematografía | Ganó      | [ 12 ] |
| A Normal Life | 2003 | Festival de Cine de Tribeca       | Mejor Documental                                  | Ganó      |        |